# Bucyrus (Ohio)
Bucyrus é uma cidade localizada no estado norte-americano de Ohio, no Condado de Crawford.

## Demografia
Segundo o censo norte-americano de 2000, a sua população era de 13.224 habitantes. 
Em 2006, foi estimada uma população de 12.581, um decréscimo de 643 (-4.9%).

## Geografia
De acordo com o United States Census Bureau tem uma área de 
18,9 km², dos quais 18,9 km² cobertos por terra e 0,0 km² cobertos por água. Bucyrus localiza-se a aproximadamente 312 m acima do nível do mar.

## Localidades na vizinhança
O diagrama seguinte representa as localidades num raio de 20 km ao redor de Bucyrus. 